# Router wireless
Router wireless este denumirea improprie în limba română dar și inexactă pentru ruter Wi-Fi. 

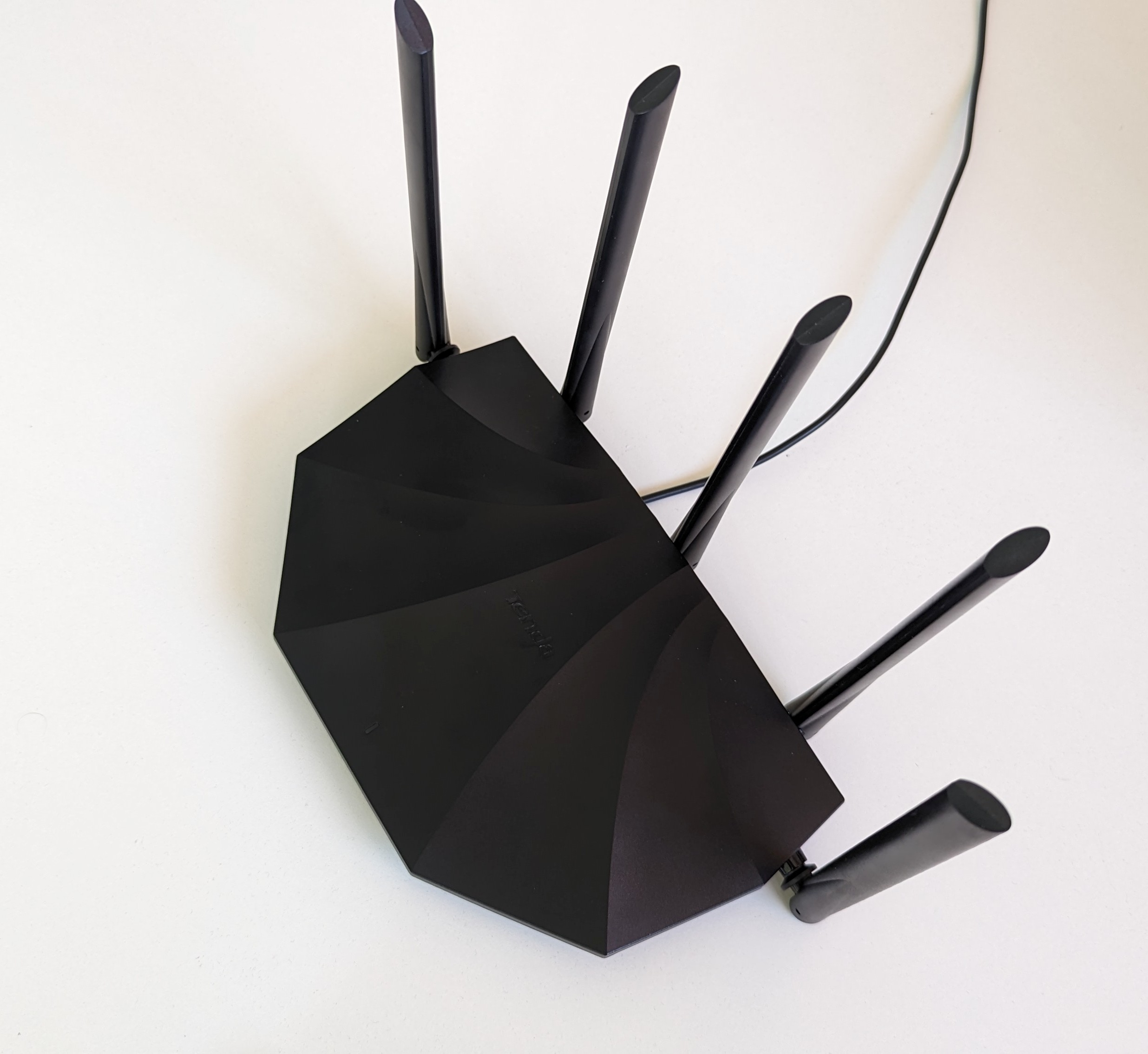
Ruter Wi-Fi

Termenul de "rută" (originar din fr. "route") este deja reintrodus în limba română din franceză, de câteva secole, adaptat conform regulilor de pronunție și scriere a limbii române, care este o limbă fonetică. Același termen fiind asimilat și în limba engleză. Termenul "route" împrumutat în engleză de la "route" (ro. rută) din franceza veche, în timpul Evului Mediu și originea fiind din latină, anume "rupta" (via) care înseamnă, în limba română, "cale", "drum", "rută", "prin ...". Limba română este o limbă fonetică, nu etimologică precum limba engleză. Limbi în care cuvântul se scrie așa cum se pronunță sunt adesea numite “limbi fonetice” sau mai exact “limbi cu ortografie fonemică”. Aceasta înseamnă că regulile de scriere ale limbii sunt concepute astfel încât fiecare literă sau grup de litere corespunde unui anumit sunet, și invers. Un exemplu de astfel de limbă este limba spaniolă, pe lângă româna, unde, cu excepția literei “H”, toate literele dintr-un cuvânt se pronunță. Un alt exemplu este limba italiană, unde cuvintele se pronunță în general așa cum se scriu, cu foarte puține excepții.
Un router wireless este un dispozitiv care permite comunicarea fără fir, fără a specifica protocoalele sau benzile de frecvență utilizate. Pe de altă parte, un ruter Wi-Fi este un dispozitiv de rețea care permite comunicarea fără fir prin Wi-Fi, respectând seturile de reguli IEEE 802.11.
Un ruter rutează datele prin rute.
Articol principal: Ruter Wi-Fi